# Gonopanope
Gonopanope is een geslacht van kreeftachtigen uit de klasse van de Malacostraca (hogere kreeftachtigen).

## Soorten
- Gonopanope angusta (Lockington, 1877)
- Gonopanope areolata (Rathbun, 1898)
- Gonopanope nitida (Rathbun, 1898)